# Bataille de York
 (août 2025).
Guerre de 1812
Batailles
- Bataille de l'île Mackinac (1812)
- Bataille de Fort Dearborn
- Bataille de Détroit
- Campagne du Niagara
- Bataille du moulin de Lacolle (1812)

- Bataille de Frenchtown
- Combat de la Shannon et de la Chesapeake
- Bataille de York
- Bataille de la rivière Thames
- Guerre Creek
- Bataille de la Châteauguay
- Bataille de la ferme Crysler

- Bataille de l'île Mackinac (1814)
- Incendie de Washington
- Bataille de Prairie du Chien
- Bataille de Baltimore

- Bataille de La Nouvelle-Orléans

La bataille de York est une bataille de la guerre anglo-américaine de 1812 qui se déroula le 27 avril 1813, à York, dans le Haut-Canada ; ville qui deviendra plus tard la ville de Toronto. Une force américaine de 1 500 hommes, soutenue par une flottille, débarqua sur la rive ouest du lac Ontario.
La ville était défendue sous la direction du major général Roger Hale Sheaffe (en), lieutenant-gouverneur du Haut-Canada, qui se trouvait alors dans la ville.
L'assaut américain se fit sous le commandement du major-général Henry Dearborn, commandant de l'« Armée du Nord » américaine, ainsi que du commodore Isaac Chauncey (en) de la marine et du brigadier-général Zebulon Pike, dirigeant deux brigades, qui trouva la mort lors de l'affrontement.
Les Américains défirent les forces britanniques en présence, et capturèrent la ville et le port, mais le succès de l'opération fut entaché par des actes de pillage et d'incendies volontaires par les troupes américaines.